# Jurij Anatoljevics Korovjanszkij
Jurij Anatoljevics Korovjanszkij (Gorlovka, 1967. szeptember 30. – Cambrai, Franciaország, 2017. március 8.) Európa-bajnok szovjet válogatott ukrán röplabdázó, edző.

## Pályafutása

### Klubcsapatban
1984 és 1993 között a Sahtar Doneck röplabdázója volt és egy-egy szovjet illetve ukrán bajnoki címet nyert a csapattal. 1993-94-ben a görög Oresztiáda, 1994-95-ben a ciprusi Páfosz játékosa volt. 1995 és 2006 között francia csapatokban szerepelt. A Paris UC együttesével francia bajnok lett 1998-ban.

### A válogatottban
A szovjet válogatottal 1991-ben világkupa-győztes és Európa-bajnok lett. Részt az 1992-es barcelonai olimpián, ahol az Egyesített Csapat tagjaként a hetedik helyen végzett.

### Edzőként
1999-től játékos-edzőként tevékenykedett az ASPTT Strasbourg, a Michelet Halluin és a Cambrai Volley-Ball csapatainál.

## Sikerei, díjai
- Világkupa
  - aranyérmes: 1991, Japán
- Európa-bajnokság
  - aranyérmes: 1991, Németország
- Szovjet bajnok (1992)
- Ukrán bajnok (1993)
- Francia bajnok (1998)